# Henry Ericsson (konstnär)
Denna artikel handlar om konstnären Henry Ericsson. För byggmästaren, se Henry Ericsson (byggmästare)
Carl August Henry Ericsson, född 6 februari 1898 i S:t Michel i Finland, död 16 oktober 1933 i Borgå, var en finländsk konstnär, grafiker och dekorationsmålare.

## Karriär
Henry Ericsson var son till löjtnanten Alexander Ericsson och Carolina Albertina Valeriana Aspling. Han  utbildade sig vid Centralskolan för konstflit 1915–1918 och 1919, på Accademia di Belle Arti di Roma i Rom och på Académie Colarossi och Académie de la Grande Chaumière i Paris 1922–1924. 
Henry Ericsson utförde 1926–1927 dekorationsuppdrag i restaurang Fregatten i Helsingfors, som låg i källaren i Sederholms hus och 1929 också i restaurang Fennias indiska sal med motiv från Tusen och en natt. Han utförde också omkring 1929–1930 kormålningarna i Tölö kyrka. Som formgivare var han framför allt framgångsrik inom glaskonsten, bland annat med prydnadsglas som pokalen Barcelona och skålarna Teatern och Regnskur på havet till Världsutställningen i Barcelona 1929 i samarbete med Riihimäki glasbruk. 
Under perioden 1931–1932 gjorde han en serie grafiska verk med temata från inbördeskriget 1918. 
Han gifte sig 1919 med Maria Luisa Dolores (Quita) Björnberg. Han dog 1933 i en bilolycka i Borgå tillsammans med hustrun och Erik Kihlman.

## Bildgalleri

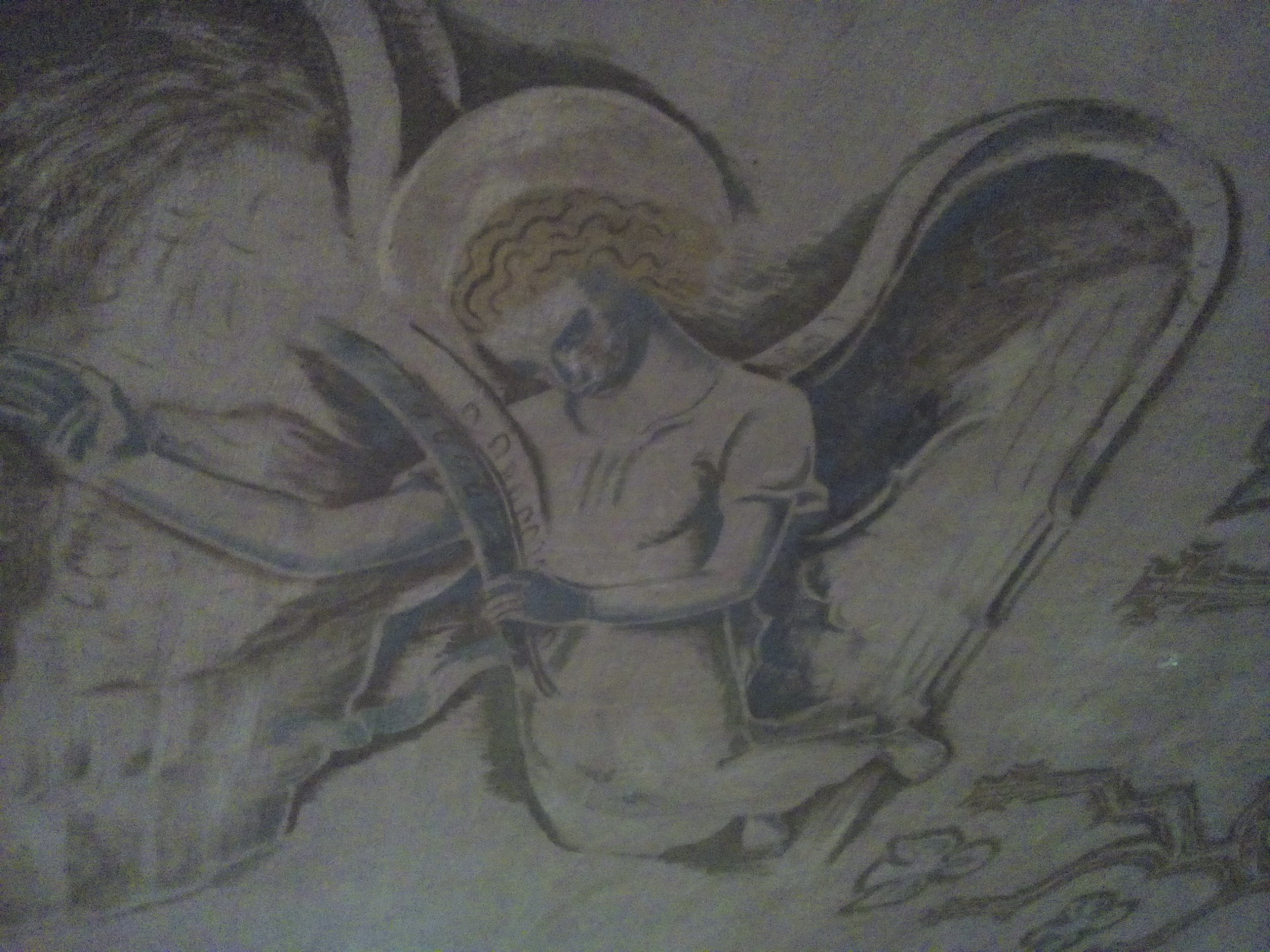
Takmålning i Kristuskyrkan i Helsingfors (detalj av ängeln)